# Виправлювально-підбивально-обробна машина

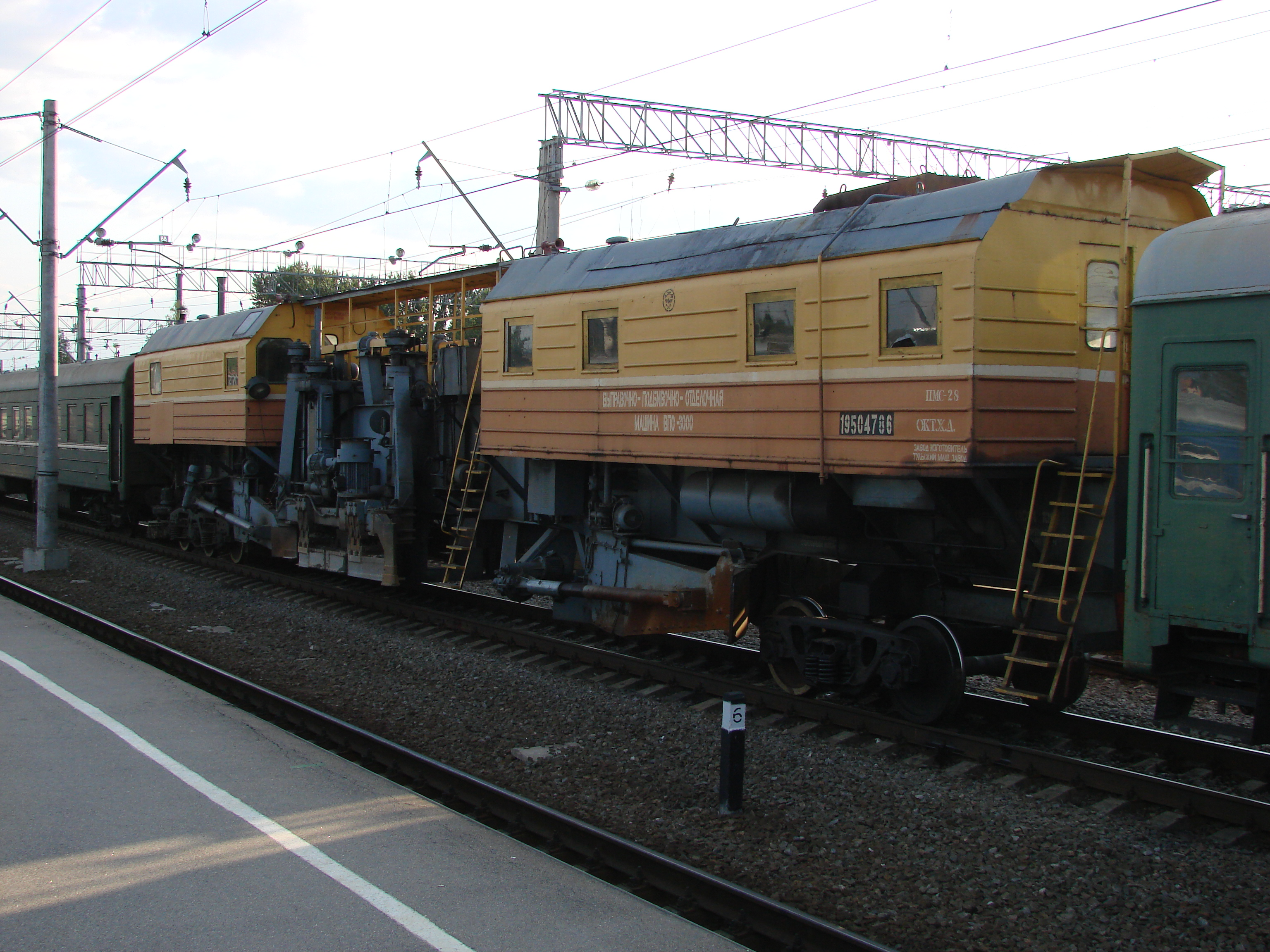
Виправлювально-підбивально-обробна машина ВПО-3000

Випра́влювально-підби́вально-обробна маши́на — колійна машина безперервної дії, що виконує за один прохід комплекс робіт: дозування і ущільнення  баласту, підбиття, виправку та оброблення  залізничної колії. Застосовується на залізничному транспорті при будівництві, ремонті і поточному утриманні колії.

## Історія розвитку
Метод безперервного ущільнення баласту запропонований в 1941 року інженером П. Л. Клаузом. Виправлювально-підбивально-обробна машина створена в СРСР наприкінці  1950-х років.

## Конструкція і принцип роботи
Робочі органи машини забезпечують безперервне виконання всього комплексу робіт. Привод робочих органів здійснюється від розташованої на машині електростанції змінного струму потужністю 500 кВт. Ущільнення баласту проводять віброущільнювачі — клиноподібні плити. У корпусі кожної плити розташований вібратор спрямованої дії, який створює обурювальну силу 240 кН, у результаті чого віброущільнювач коливається в горизонтальній площині. При піднятій рейко-шпальній решітці плити заводяться з торців під підошву шпали на глибину 60-100 міліметрів нижче її постелі. Під час руху машини відбуваються динамічне ущільнення баласту в результаті коливального руху плит і його статичне ущільнення під дією вдавлювання клиноподібної плити. Баласт, ви́сипаний до торців шпал хопер-дозатором, подається під шпали дозатором. Для переміщення позосталого на узбіччі баласту, заповнення пустот (після проходу плит) і для профілювання баластної призми служить планувальник укосів, для ущільнення — накладні плити (віброущільнювачі). Зайвий баласт з поверхні рейково-шпальної решітки видаляється щітками у вигляді циліндричних барабанів з електроприводом. Виправляння колії виконується двома електромагнітними механізмами, які, притягаючи рейки, здійснюють піднімання колії на висоту, що фіксується підбивальними плитами і відкісниками.
З 1977 року випускаються машини, обладнані також рихтувальними пристроями трос-сельсинового типу з робочим і контрольним стрілографами. Робочий стрелограф має два кінцеві візки, між якими натягнута трос-хорда, і дві середні вимірювальні візки із сельсинами-датчиками. Пульт управління розташований в причепленому до машини вагоні, де знаходяться сельсини-приймачі. За сигналом від датчиків приймачі включають або вимикають електроконтакти управління механізмом зсування шляху. При правильному положенні колії обидва сельсини-датчики реєструють однакові стріли прогинів і механізм зсування колії не включається. При неправильному положенні шляху реєструються різні стріли прогинів, по сигналу надходять на сельсини-приймачі, в результаті чого замикаються електроконтакти і включається механізм зсування колії, який буде працювати доти, поки колія не встане в проектне положення (рихтування за методом згладжування). Деякі машини обладнуються двокоординатною системою виправляння колії (в плані й по подовжньому профілі), а також трос-сельсиновою системою з фізичним маятником для виправляння колії за рівнем.

## ВПО-3-3000
Машина призначена для виконання за один прохід комплексу робіт з чистового дозування баласту, піднімання колії, ущільнення баластної призми, ущільнення її укосів і виправляння колії за рівнем, профілем і в плані при всіх видах ремонту та будівництва залізничної колії.
Від наявних аналогів машин цього класу машину ВПО-3-3000 вигідно відрізняють підвищена продуктивність і оригінальні технічні рішення механізмів безперервного (в русі) ущільнення баласту, виправляння та оброблення колії.
Високий ступінь гідрофікаціі вузлів та автоматизації виробничих процесів дозволив знизити кількість обслуговчого персоналу, підвищити якість виконуваних робіт при відновленні несучої здатності і геометрії залізничної колії.
Основні технічні параметри:
| Характеристика                    | Числа              |
| --------------------------------- | ------------------ |
| Продуктивність                    | 1,6 — 2,0 км / год |
| Транспортна швидкість             | 100 км / год       |
| Зусилля: Під'емки колії           | 235 кН             |
| Зусилля: Зсування колії           | 156 кН             |
| Висота під'емки колії             | 100 мм             |
| Величина зсування (від осі)       | ± 210 мм           |
| Точність виправки колії за рівнем | ± 2 мм             |
| База машини                       | 20350 мм           |
| База візка                        | 1850 мм            |
| Габаритні розміри: Довжина        | 27870 мм           |
| Габаритні розміри: Ширина         | 3240 мм            |
| Габаритні розміри: Висота         | 5220 мм            |
| Маса                              | 93,0 т             |
| Чисельність екіпажу               | 6 чол              |

## ВПО-3000м
«Модернізована». Забезпечує продуктивність до 3000 шпал/год, тому для дотримання встановлених допусків при виправленні положення рейкової колії, крім ручного, передбачено автоматичне керування робочими органами.
Складається з однопрогонової ферми, на якій в послідовності, що забезпечує виконання всього комплексу робіт з виправлення, підбиття, оброблення колії за один прохід, розміщені основні робочі органи: плужки, підйомний пристрій (ПП), додатковий підйомний пристрій (ДПП), основні вібраційно-ущільнювальні плити, механізм підйому, зсуву і перекосу колії ПРУ (електромагніти), планувальник укосів баластної призми, механізм обмітання зайвого баласту з поверхні колії.
Дизель-електростанція АД-200С-Т400, що складається з дизеля ЯМЗ-240 і синхронного генератора ГСФ-200
Контрольно-вимірювальна система «ЕСКОРТ», 3 вимірювальні візки, рихтування від троса і від рами, 2 гідростанції
Основні технічні параметри:
| Характеристика                        | Числа      |
| ------------------------------------- | ---------- |
| Продуктивність                        | 3000 ш/год |
| Транспортна швидкість по головному    | 50 км /год |
| Транспортна швидкість на бічній колії | 25 км /год |
| Зусилля: Під'емка колії               | 550 кН     |
| Зусилля: Зсування колії               | 320 кН     |
| Висота під'емки колії                 | 150 мм     |
| Величина зсування (від осі)           | ± 210 мм   |
| Точність виправки колії за рівнем     | ± 0,5 мм   |
| База машини                           | 20350 мм   |
| База візка                            | 1850 мм    |
| Габаритні розміри: Довжина            | 27870 мм   |
| Габаритні розміри: Ширина             | 3240 мм    |
| Габаритні розміри: Висота             | 5220 мм    |
| Маса                                  | 130,0 т    |
| Чисельність екіпажу                   | 6 чол      |